# ألفرد بابكوك
ألفرد بابكوك هو سياسي أمريكي، ولد في 15 أبريل 1805 في قرية هاميلتون في الولايات المتحدة، وتوفي في 16 مايو 1871 في غاليسبورغ في الولايات المتحدة. نشط حزبياً في حزب اليمين. وقد انتخب عضو مجلس النواب الأمريكي ‏.